# Unglaublich
Unglaublich (Originaltitel: Dieu est grand, je suis toute petite, zu dt. „Gott ist groß, ich bin ganz klein“) ist ein französischer Spielfilm des Regisseurs Pascale Bailly aus dem Jahr 2001. Die Hauptrollen spielen Édouard Baer und Audrey Tautou.

## Handlung
Michèle, ein Model, ist orientierungslos, da sie keinen Halt im Leben hat. In ständiger Aufregung und ungeduldiger Hast sucht sie diesen Halt auf spiritueller Ebene in unterschiedlichen Religionen. Nie verweilt sie lange genug, um eine Religion vom Innersten her kennenzulernen. Stets sucht sie das Neue und Aufregende, mit der Hoffnung eine Mitte in ihrem Leben zu finden.
Während dieser Suche lernt sie den Tierarzt François kennen, der ihr sympathisch erscheint. Eine Affäre beginnt, die sich zu einer Beziehung entwickelt, doch unterschiedliche Lebenseinstellungen führen dazu, dass die ersten Reibereien entstehen, denn François ist ein wertkonservativer Jude, der Religion nicht als Konsumgut betrachtet, sondern vielmehr als Teil der Persönlichkeit eines Menschen.

## Kritiken
„Beschwingt-nachdenkliche, intellektuell angehauchte Komödie, aufgebaut wie ein filmisches Tagebuch“, befand das Lexikon des internationalen Films. Entstanden sei „[s]ympathische Unterhaltung“.